# Visnu

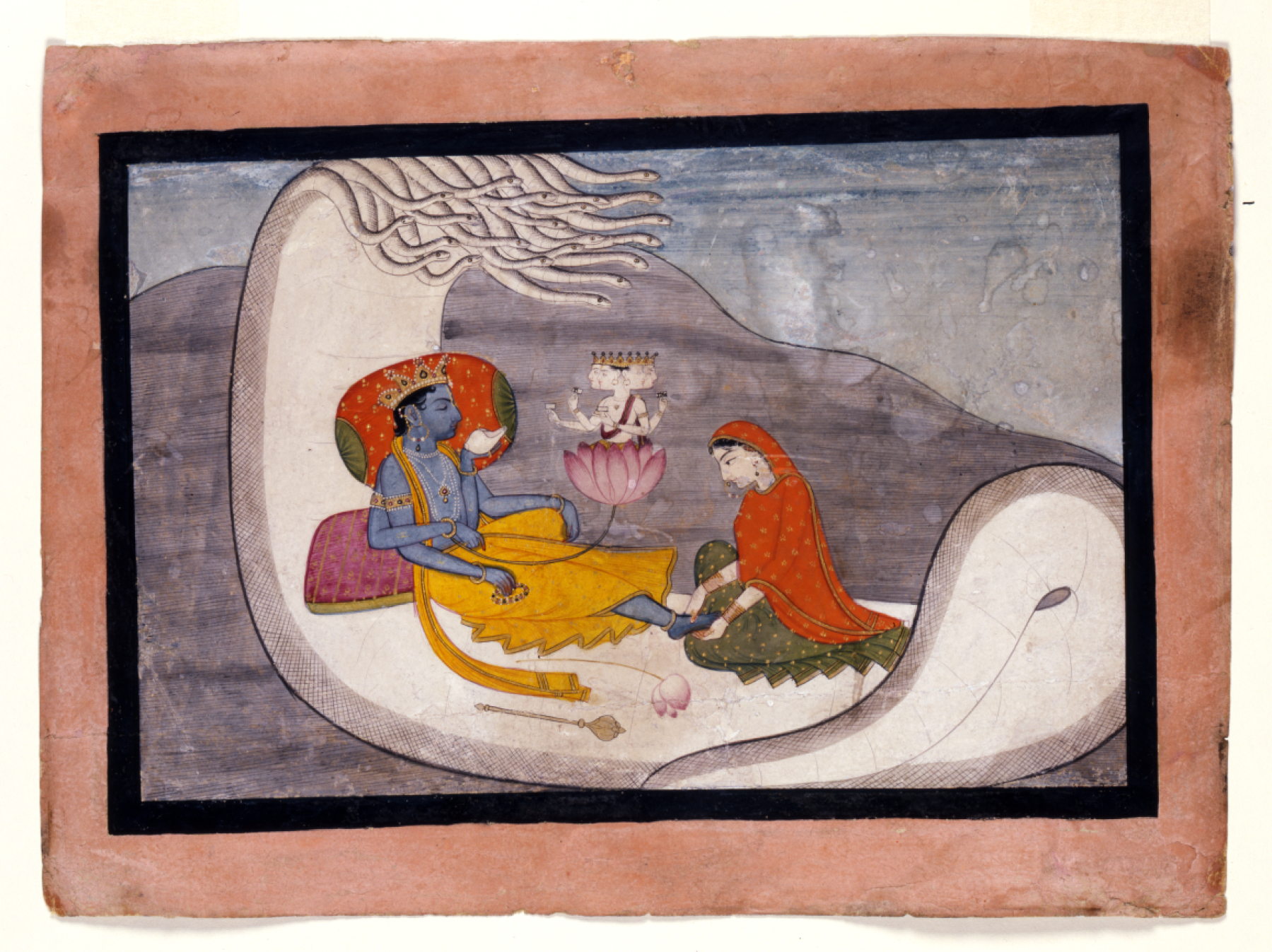
Visnu, a teremtő Brahmával, és feleségével Laksmival.

Visnu (dévanágari: विष्णु ) vagy Nárájana  (नारायण) a hinduizmusban Ísvara, az isteni hármasság (trimúrti) egyik alakja. Ő az anyagi teremtés fenntartója és védelmezője. Követői a vaisnavák, akik szerint a legfőbb isten, és számos neve közül némelyik jelentése is ez: „aki mindent áthat, mindenbe behatol”, azaz a Brahman, a végső valóság megtestesítője. 
A világ egyensúlyának fenntartása és a jó győzelme érdekében többször is testet öltött. Megtestesülései, az avatárák a világkorszakok kritikus pillanataiban megjelennek és segítik a jót a gonosszal való küzdelmében. Legfontosabb avatárái Ráma és Krisna, a két legjelentősebb hindu eposz, a Rámájana és a Mahábhárata hősei.

## Etimológia
A hagyományos értelmezés szerint Visnu nevének a jelentése eredeztethető a viś szótőből, melynek jelentése: "letelepedni" (melynek rokonai: a latin vicus, angol -wich "village," szláv: vas -ves), vagy, szintén a Rigvedából: "behatolni, áthatni" így fordíthatjuk a nevet akár „A Mindent Átható”-nak. Yaska, A védák egyik korai kommentátora a következőképpen jellemzi Visnut:(IAST) viṣṇur viṣvater vā vyaśnoter vā, „Ő, aki mindenben jelen van”. Szintén irja: atha yad viṣito bhavati tad viṣnurbhavati, „Az, aki kötelékektől és bilincsektől mentes, Visnu”.
Adi Sankara a viś eredetét így határozza meg a Szahaszranama című műhöz íródott magyarázataiban: "mindenhol jelenlevő" ("Mivel mindent áthat, átjár, »vevesti«, ezért hívják Visnunak"). Adi Sankara kijelenti (Vishnu Purana 3.1.45- re hivatkozva): "Az Istenség legfelsőbb személyiségének ereje áthatja az Univerzumot. A szótő viś azt jelenti 'behatolni'." Szvámi Csinmajananda tovább magyarázza ezt a verset a Vishnu Szahaszranama fordításában: „A szótő vis azt jelenti: belépni. Ő az aki átjárja a tárgyakat és az élőlényeket az egész világban”. Az Upanisadok egyik mantrájában nyomatékosan szerepel: 'bárhol jelen van, ez a világ változása.' Ennélfogva ez azt jelenti, hogy Őt nem korlátozza sem tér, sem idő, sem anyag. Csinmajananda kijelenti, hogy ami mindent áthat, az Visnu."

## Nómenklatúra
Másik ismert neve a Nárájana, amelynek jelentései:
- az okozati vizek lakója
- az emberiség lakhelye
- az ember szívének lakója
- az emberiség végső célja.

Egyéb nevei: Hari, Lakshmikanta, Dzsagannatha, Govinda, Hrishikesha, Mukunda, Padmanabha, Purushottama.

## A hindu mitológiában
Mitológiájának kezdetekor a Rigvédában említett nap és fény isteneként még alárendelt szerepet játszott, fejlődése során, istenekkel vívott harcai jutalmául foglalta el helyét a ma ismert hindu pantheonban.
Elterjedt mitológiai ábrázolása a kozmikus tejóceánon lebegő, ezerfejű kobraágyán (Sésa a kígyó) fekvő Visnu, akinek köldökéből lótuszvirág nő ki, amelyen az ébredő Brahma, a teremtő kezdi meg munkáját.
Visnut többnyire kék színnel, fiatal férfiként, négy karral ábrázolják. Egyik kezében lótuszt tart, utalva a teremtés mítoszára másikban kagylót, amit trombitaként használhat - ez a kozmikus rezgést jelképezi, amiből a létezés kiárad, a harmadikban egy korongot, azaz a pusztító erővel bíró csakrát, a negyedikben buzogányt, a tudás szimbólumát.
Házastársa Laksmi, a gazdagság és jószerencse istennője. Járműve Garuda, a madár-ember lény. A hagyomány szerint a Gangesz folyó a lábánál ered, és egyes mitológiai ábrázolásokban a világegyetem központjában álló, az eget tartó oszloppal is azonosítják.

## Megtestesülései
A hinduizmusban Visnu megtestesülései (avatárái) váltak a legfontosabbakká, közéjük tartozik Krisna és egyes iskolák szerint Buddha is. 

## Fordítás
- Ez a szócikk részben vagy egészben  a   Vishnu című angol Wikipédia-szócikk ezen változatának fordításán alapul.  Az eredeti cikk szerkesztőit annak laptörténete sorolja fel. Ez a jelzés csupán a megfogalmazás eredetét és a szerzői jogokat jelzi, nem szolgál a cikkben szereplő információk forrásmegjelöléseként.